# Nemesio Lavilla
Nemesio Lavilla Vich (Gijón, 19 de noviembre de 1860 - Gijón, 14 de marzo de 1946) fue un pintor español.

## Biografía
Desde pequeño sintió interés por la pintura. En 1874 hizo su primera exposición artística. Después, cursó estudios en la Academia de Bellas artes de Oviedo. En 1885 se traslada a Madrid para ingresar en la Escuela Especial de Pintura, Escultura y Grabado. Fue uno de los discípulos predilectos del paisajista belga Carlos de Haes. Fue profesor de Nicanor Piñole.
En 1887 participó en la Exposición de Bellas Artes de Madrid con el paisaje gijonés Orillas del Piles.En 1887 expuso de forma individual en el Ateneo de Gijón. Le fue concedida la medalla de honor de San Fernando. Posteriormente, siguió concurriendo a  exposiciones de ámbito nacional y local. Cultivó todos los géneros si bien prefirió el paisajismo. En Gijón una calle lleva su nombre en su honor.
Fue durante muchos años profesor de dibujo en Gijón. Su obra está representada en el Museo de Bellas Artes de Asturias. 